# Sébastien Enjolras

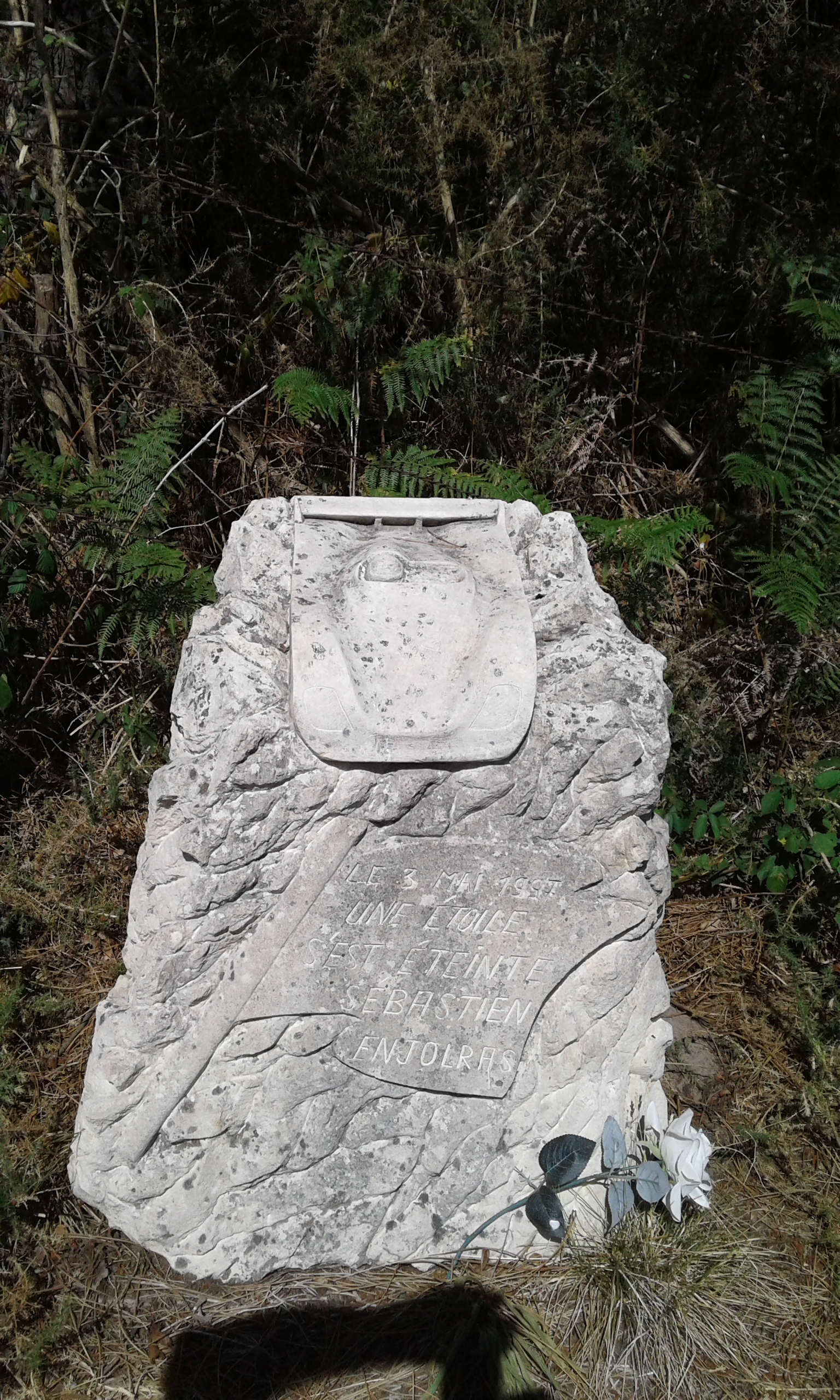
Gedenkstein für Sébastian Enjolras an der Unfallstelle in Le Mans

Sébastien Olivier Enjolras (* 4. April 1976 in Seclin; † 3. Mai 1997 in Arnage) war ein französischer Rennfahrer. Er verunglückte beim Training zum 24-Stunden-Rennen von Le Mans 1997 in einem LMP2-Rennwagen von Welter Racing tödlich. 

## Karriere
Enjolras Vater war Michel Enjolras, ein Konstrukteur von Rallyefahrzeugen. Sein Bruder Pascal ist Rallyefahrer. Er begann 1989 mit dem Kartsport. Im Jahr 1994 stieg er in den Formelsport ein und wurde Dritter in der Formel Renault Campus-Meisterschaft. 1995 wechselte er in die nationale Renault-Meisterschaft der Senioren, die er als Siebter abschloss. Er blieb ein weiteres Jahr und gewann 1996 für das Team La Filière den Titel vor den späteren Formel-1-Fahrern Sébastien Bourdais und Franck Montagny. Diese Leistung wurde teilweise überschattet, als er am Ende des Jahres bei einem Drogentest positiv auf Cannabis getestet wurde. Obwohl er für sechs Monate gesperrt wurde, wurde ihm die Meisterschaft nicht aberkannt und er kehrte nach Ablauf der Sperre in den Rennsport zurück. 
Bei seinem Debüt in Le Mans 1996 fiel er aus, da sein Teamkollege William David einen Unfall hatte. 
1997 stieg er mit La Filière in die französische Formel-3-Meisterschaft auf und belegte in der Endwertung einen postumen dreizehnten Platz. 

## Statistik

### Le-Mans-Ergebnisse
| Jahr | Team          | Fahrzeug | Teamkollege   | Teamkollege      | Platzierung | Ausfallgrund |
| ---- | ------------- | -------- | ------------- | ---------------- | ----------- | ------------ |
| 1996 | Welter Racing | WR LM96  | William David | Arnaud Trévisiol | Ausfall     | Unfall       |